# Quillajaceae
Classification APG III (2009)
Famille
La famille des Quillajacées regroupe des plantes dicotylédones ; elle comprend entre une et trois espèces du genre Quillaja.
Ce sont des petits arbres à feuillage persistant des régions tempérées d'Amérique du Sud.

## Étymologie
Le nom vient du genre type Quillaja, forme latinisée du nom de la plante appelée « quillai » ou « killai » en langue amérindienne Mapudungun ou Araucans (peuple du sud du Chili et de l'Argentine).

## Classification
En classification classique de Cronquist (1981) cette famille n'existait pas, le genre était placé dans la famille des Rosaceae.
Les classifications phylogénétiques placent cette famille dans l'ordre des Fabales.

## Liste des genres
Selon NCBI (28 mai 2010), GRIN (28 mai 2010) et DELTA Angio (28 mai 2010) :
- genre Quillaja

## Liste des espèces
Selon NCBI (28 mai 2010) et GRIN (28 mai 2010) :
- Quillaja saponaria Molina